# Václav Žáček
Václav Žáček (20. září 1905 Bořetice u Pelhřimova – 21. března 1986 Praha) byl český historik, spisovatel a vysokoškolský pedagog.

## Život
PhDr., habilitovaný docent Univerzity Karlovy v Praze, DrSc., působil po letech archivářské práce nejprve jako pověřený profesor na Palackého univerzitě v Olomouci, pak od roku 1955 jako vědecký pracovník ČSAV v Praze.
Byl žákem profesora Josefa Šusty, věnoval se zejména slovanským dějinám, zvláště pak vztahům česko–polským a česko–jihoslovanským.

## Dílo
Jeho hlavní práce jsou, kromě jeho disertace Ohlas polského povstání roku 1863 v Čechách (vydáno 1935) také dvousvazkové dílo Čechové a Poláci roku 1848 (vyd. 1947 – 1948) a sbírka dokumentů Slovanský sjezd v Praze roku 1848 (1958). Žáčkova převládající autorská účast (včetně vedoucí práce redakční) je na velkých syntetických dílech Češi a Poláci v minulosti (1967), Dějiny Jugoslávie (1970), Češi a Jihoslované v minulosti (1975).
V nakladatelství Melantrich v knižnici Odkazy pokrokových osobností naší minulosti Václav Žáček vydal postupně monografie František A.Zach (1977) – o českém vojenském pedagogovi a generálovi srbské armády, Josef Václav Frič (1979) – první ucelenější monografie o J.V. Fričovi a Josef Barák (1983) – studie k 150.výročí narození a 100.výročí úmrtí českého novináře, básníka a spisovatele. Žáčkovo vědecké úsilí výrazně reprezentují také četné časopisecké studie a recenze.
Jeho posledním dílem je monografie Jan Evangelista Purkyně (vyd.1987, Melantrich).
Zemřel v Praze 21. března 1986.

## Literární dílo

### Téma historické
- STARČEVIĆ, Veselin, ŽÁČEK, Václav. Dějiny Jugoslávie. 1. vyd. Praha: Svoboda, 1970. 516 s. + 24 s. fot. přílohy
- ŽÁČEK, Václav. Josef Barák: studie s ukázkami z díla. 1. vyd. Praha: Melantrich, 1983. 309 s. (Odkazy pokrokových osobností naší minulosti, sv. 71)
- ŽÁČEK, Václav. František A. Zach: Život a činnost čes. vlastence, pol. emigranta, slov. dobrovolníka a srbského generála F. A. Zacha. 1. vyd. Praha: Melantrich, 1977. 324 s. (Odkazy pokrokových osobností naší minulosti, sv. 45)
- ŽÁČEK, Václav. Josef Václav Frič. 1. vyd. Praha: Melantrich, 1979. 392 s. + 48 s. obr. přílohy. (Odkazy pokrokových osobností naší minulosti, sv. 52)
- ŽÁČEK, Václav. Ohlas polského povstání r. 1863 v Čechách. V Praze: Slovanský ústav, 1935. 234 s. Práce Slovanského ústavu v Praze; sv. 14.